# Phryxe heraclei
Phryxe heraclei là một loài ruồi trong họ Tachinidae.